# Ramón Vila Barberá
Ramón Vila Barberá (Valencia, 1880-Liérganes, 1941) fue un médico, bacteriólogo y catedrático universitario español.

## Biografía
Licenciado en Medicina por la Universidad de Valencia, se doctoró en la Universidad de Madrid en 1904. Accedió a la Facultad de Medicina de Valencia como profesor auxiliar de Patología médica en 1910 y ganó por oposición años después (1921) la cátedra de Higiene en la misma universidad que permutó ese mismo año con otro catedrático de la Universidad de Salamanca. Regresó a Valencia en 1923 para ocupar la cátedra de Patología general, puesto en el que permaneció el resto de su carrera académica. Organizó en la Universidad de Valencia el primer laboratorio estable de análisis clínicos y trabajó en los años 1920 y 1930 como bacteriólogo de los primeros dispensarios de la provincia de Valencia creados por el Instituto de Higiene para el diagnóstico y tratamiento de enfermedades venéreas.
Fundó la revista mensual Policlínica (1913-1933), y escribió numerosos artículos de divulgación científica. Junto al profesor Roberto Novoa Santos, inició un fallido proyecto de una obra de exploración clínica completa, actualizada y asequible bajo el título Compendio de Exploración Médica. El fallecimiento de varios colaboradores y del propio Novoa, le llevó a reconducir el trabajo abarcando una obra clínica más reducida en materias, Medicina Exploratoria: Clínica y Laboratorio (1932-1941), publicada en cuatro volúmenes más un quinto que quedó inédito por la muerte del propio Vila Barberá. La obra contó la colaboración de otros profesores destacados como Jesús Basterra, Rafael Bartual, Nicasio Benlloch Giner, Rafael Climent Pardo o Juan José López Ibor
Miembro de la Sociedad Española de Hidrología Médica, fue académico numerario de la Real Academia de Medicina de Valencia.